# Türkiye Kupası 1971/72
Die Türkiye Kupası 1971/72 war die 10. Auflage des türkischen Fußball-Pokalwettbewerbes. Der Wettbewerb begann am 19. September 1971 mit der 1. Hauptrunde und endete am 31. Mai 1972 mit dem Rückspiel des Finals. Im Endspiel trafen MKE Ankaragücü und Altay Izmir aufeinander. MKE Ankaragücü nahm zum ersten Mal am Finale teil. Für Altay Izmir war es das vierte Mal.

## 1. Hauptrunde
- Bursaspor erhielt ein Freilos und war automatisch für die nächste Runde qualifiziert.

|                      | Gesamt |                        | Hinspiel | Rückspiel |
| -------------------- | ------ | ---------------------- | -------- | --------- |
| Balıkesirspor        | 6:0    | Kıbrıs Gönyeli Gençlik | 3:0      | 3:0       |
| Adanaspor            | 4:1    | Muhafızgücü            | 3:1      | 1:0       |
| Izmir Denizgücü      | 0:6    | İstanbulspor           | 0:4      | 0:2       |
| Orduspor             | 1:4    | Altay Izmir            | 1:0      | 0:4       |
| Sarıyer GK           | 2:1    | Konyaspor              | 1:0      | 1:1       |
| Samsunspor           | 1:3    | İskenderunspor         | 1:1      | 0:2       |
| Osmaniye Gençlik     | 1:5    | MKE Ankaragücü         | 0:0      | 1:5       |
| Trabzon Yolspor      | 1:6    | Göztepe Izmir          | 0:1      | 1:5       |
| Konya İdman Yurdu    | 0:3    | Beşiktaş Istanbul      | 0:2      | 0:1       |
| Fenerbahçe Istanbul  | 5:1    | Boluspor               | 3:0      | 2:1       |
| Izmirspor            | 3:1    | Giresunspor            | 2:0      | 1:1       |
| Galatasaray Istanbul | 3:0    | Şekerspor              | 0:0      | 3:0       |

## 2. Hauptrunde
- Beşiktaş Istanbul erhielt ein Freilos und war automatisch für die nächste Runde qualifiziert.

|                      | Gesamt |                     | Hinspiel | Rückspiel |
| -------------------- | ------ | ------------------- | -------- | --------- |
| Adanaspor            | 4:1    | Izmirspor           | 4:0      | 0:1       |
| MKE Ankaragücü       | 5:0    | Sarıyer GK          | 4:0      | 1:0       |
| Galatasaray Istanbul | 4:1    | Göztepe Izmir       | 3:0      | 1:1       |
| Iskenderunspor       | 2:3    | Bursaspor           | 2:0      | 0:3       |
| Balıkesirspor        | 0:1    | Fenerbahçe Istanbul | 0:0      | 0:1       |
| İstanbulspor         | 1:3    | Altay Izmir         | 0:0      | 1:3       |

## Viertelfinale
|                     | Gesamt |                      | Hinspiel | Rückspiel |
| ------------------- | ------ | -------------------- | -------- | --------- |
| Adanaspor           | 1:3    | Altay Izmir          | 1:0      | 0:3       |
| Bursaspor           | 2:1    | Galatasaray Istanbul | 1:0      | 1:1       |
| Beşiktaş Istanbul   | 0:3    | MKE Ankaragücü       | 0:1      | 0:2       |
| Fenerbahçe Istanbul | 4:1    | Eskişehirspor        | 2:1      | 2:0       |

## Halbfinale
|             | Gesamt    |                     | Hinspiel | Rückspiel |
| ----------- | --------- | ------------------- | -------- | --------- |
| Bursaspor   | (a)2:2(a) | MKE Ankaragücü      | 2:1      | 0:1       |
| Altay Izmir | 2:1       | Fenerbahçe Istanbul | 1:0      | 1:1       |

## Finale

### Hinspiel
| Paarung        | Altay Izmir – MKE Ankaragücü |
| Ergebnis       | 0:0 |
| Datum          | 17. Mai 1972 um 19:00 Uhr |
| Stadion        | Alsancak-Stadion, Izmir |
| Schiedsrichter | Hilmi Ok (Istanbul) |
| Tore           | keine |
| Altay Izmir    | Tanzer Sencer – İsmail Zeyrek, Zinnur Sarı, Mithat Mıhçı – Necdet Tunca, Enver Katip, Ayfer Elmastaşoğlu, Cihat Genç – Hıdır Bilek (46. Oğuz Böke), Mustafa Kaplakaslan, Mustafa Denizli Cheftrainer: Doğan Akı    |
| MKE Ankaragücü | Aydın Tohumcu – Mehmet Aktan, Erman Toroğlu, Müjdat Yalman – Selçuk Yalçıntaş, İsmail Dilber, Zafer Göncüler, Metin Yılmaz, Coşkun Süer (46. Melih Atacan) – Köksal Mesçi, Abdullah Çevrim Cheftrainer: Ziya Taner |

### Rückspiel
| Paarung        | MKE Ankaragücü – Altay Izmir |
| Ergebnis       | 3:0 (1:0) |
| Datum          | 31. Mai 1972 um 16:30 Uhr |
| Stadion        | Ankara 19 Mayıs Stadyumu, Ankara |
| Schiedsrichter | Doğan Babacan |
| Tore           | 1:0 Coşkun Süer (18.) 2:0 Müjdat Yalman (47., Elfmeter) 3:0 Coşkun Süer (78.) |
| MKE Ankaragücü | Aydın Tohumcu – Müjdat Yalman, Erman Toroğlu, Mehmet Aktan – İsmail Dilber, Metin Yılmaz, Selçuk Yalçıntaş, Zafer Göncüler – Coşkun Süer, Köksal Mesçi, Abdullah Çevrim Cheftrainer: Ziya Taner                 |
| Altay Izmir    | Tanzer Sencer – İsmail Zeyrek, Zinnur Sarı, Necdet Tunca – Mithat Mıhçı, Enver Katip (46. Oğuz Böke), Mustafa Denizli, Hıdır Bilek – Ayfer Elmastaşoğlu, Mustafa Kaplakaslan, Cihat Genç Cheftrainer: Doğan Akı |
| Platzverweise  | Müjdat Yalman (83.) – Mustafa Denizli (83.) |

## Beste Torschützen
| Rang | Spieler          | Verein               | Tore |
| ---- | ---------------- | -------------------- | ---- |
| 1    | Cemil Turan      | İstanbulspor         | 6    |
| 2    | Coşkun Süer      | MKE Ankaragücü       | 5    |
| 3    | Osman Arpacıoğlu | Fenerbahçe Istanbul  | 4    |
| 3    | Cihat Genç       | Altay Izmir          | 4    |
| 5    | Hıdır Bilek      | Altay Izmir          | 3    |
| 5    | Yavuz            | Fenerbahçe Istanbul  | 3    |
| 5    | Selçuk Yalçıntaş | MKE Ankaragücü       | 3    |
| 8    | Ahmet Akkuş      | Galatasaray Istanbul | 2    |
| 8    | Sinan Bür        | Bursaspor            | 2    |
| 8    | Stevan Ostojić   | Fenerbahçe Istanbul  | 2    |